# Hans J. Nissen
Hans Jörg Nissen (22 de junio de 1935, Heidelberg) es un arqueólogo alemán especializado en el estudio del Cercano Oriente.
Hans J. Nissen estudió Derecho y Arqueología del antiguo Cercano Oriente. Se graduó en 1964 en Heidelberg. Desde 1965 hasta 1967, Nissen fue conferencista en la oficina local del Instituto Arqueológico Alemán (DAI) en Bagdad. Desde 1968 hasta 1971 fue profesor adjunto de Arqueología del Cercano Oriente en el Instituto Oriental de la Universidad de Chicago. De 1971 a 2000 fue profesor, finalmente completo, en el Departamento del Cercano Oriente de la Universidad Libre de Berlín. Es un miembro regular del Instituto Arqueológico Alemán, la Sociedad Arqueológica de Berlín y la Sociedad Alemana Oriental. Ha participado en numerosas excavaciones en Irak, Irán, Jordania y Pakistán. Aquí, profundizó en las excavaciones de Uruk (Irak) en los años 1964 a 1967 y en Basta de Jordania en los años 1986 a 1992.
- Datos: Q91046